# Llenega (grup de bolets)
Les llenegues són bolets amb un recobriment mucilaginós que els envolta quan són joves i es manté en l’estadi adult sobre el barret i part de la cama. La majoria tenen les làmines decurrents, engruixides i, sovint, separades.
Es tracta de bolets exclusivament terrestres, fonamentalment micorrízics o paràsits de fongs micorrízics.
La presència de mucositat evita o dificulta la invasió per larves d’insectes, pel que les llenegues no s'acostumen a corcar. És una estratègia que comparteixen amb uns pocs grups de bolets.

## Grups de llenegues
Es diferencien tres grups de llenegues

### Llenegues veres
Són llenegues de làmines blanques o grogues, decurrents o adnates i separades. Pertanyen al gènere Hygrophorus. Hi ha dos grups de llenegues veres, les de barret de color groguenc o blanc (llenegues clares) i les d'altres colors (llenegues fosques). Són bolets molt apreciats gastronòmicament.
Llenegues fosques:

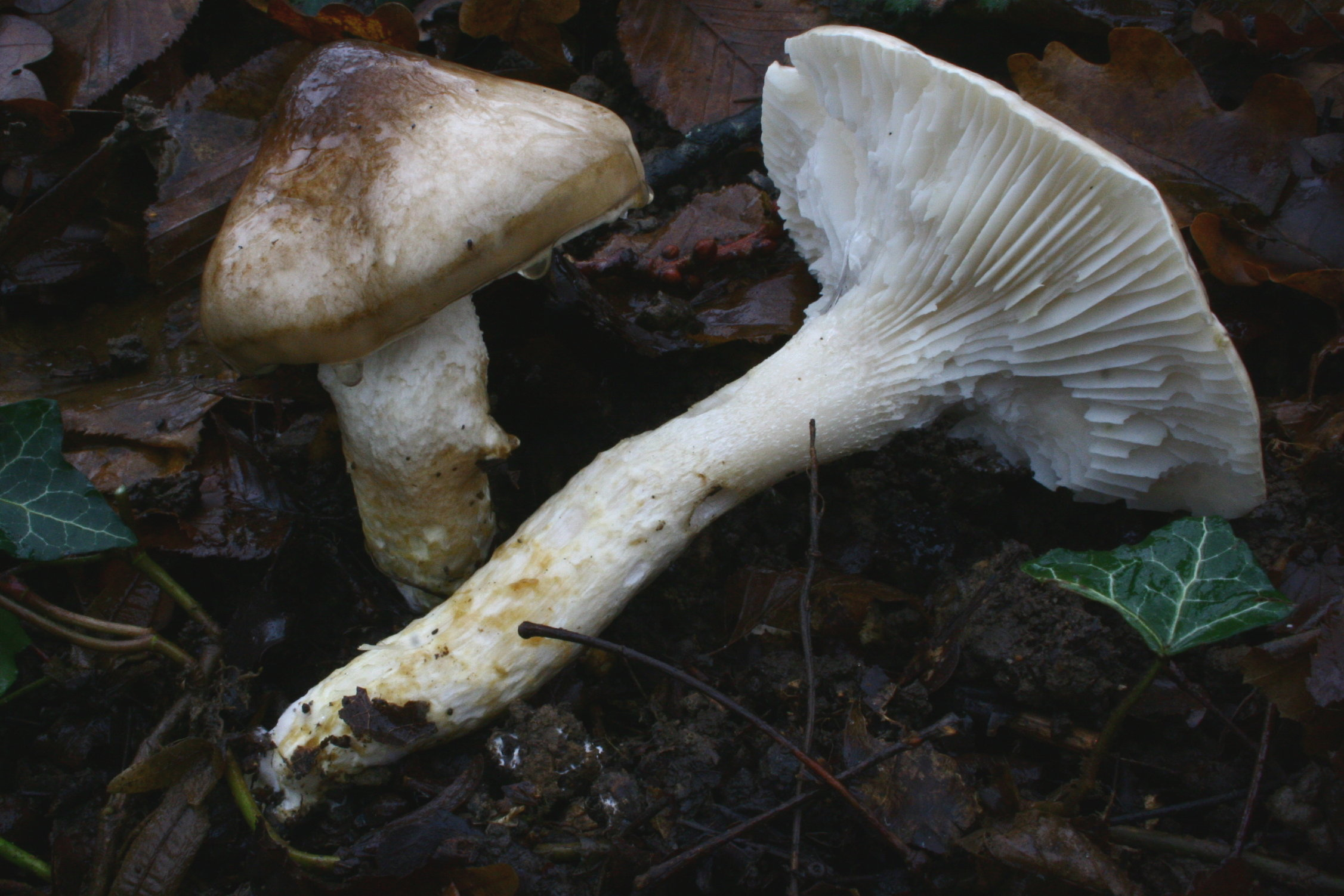
Llenega d'alzinar (Hygrophorus persoonii)

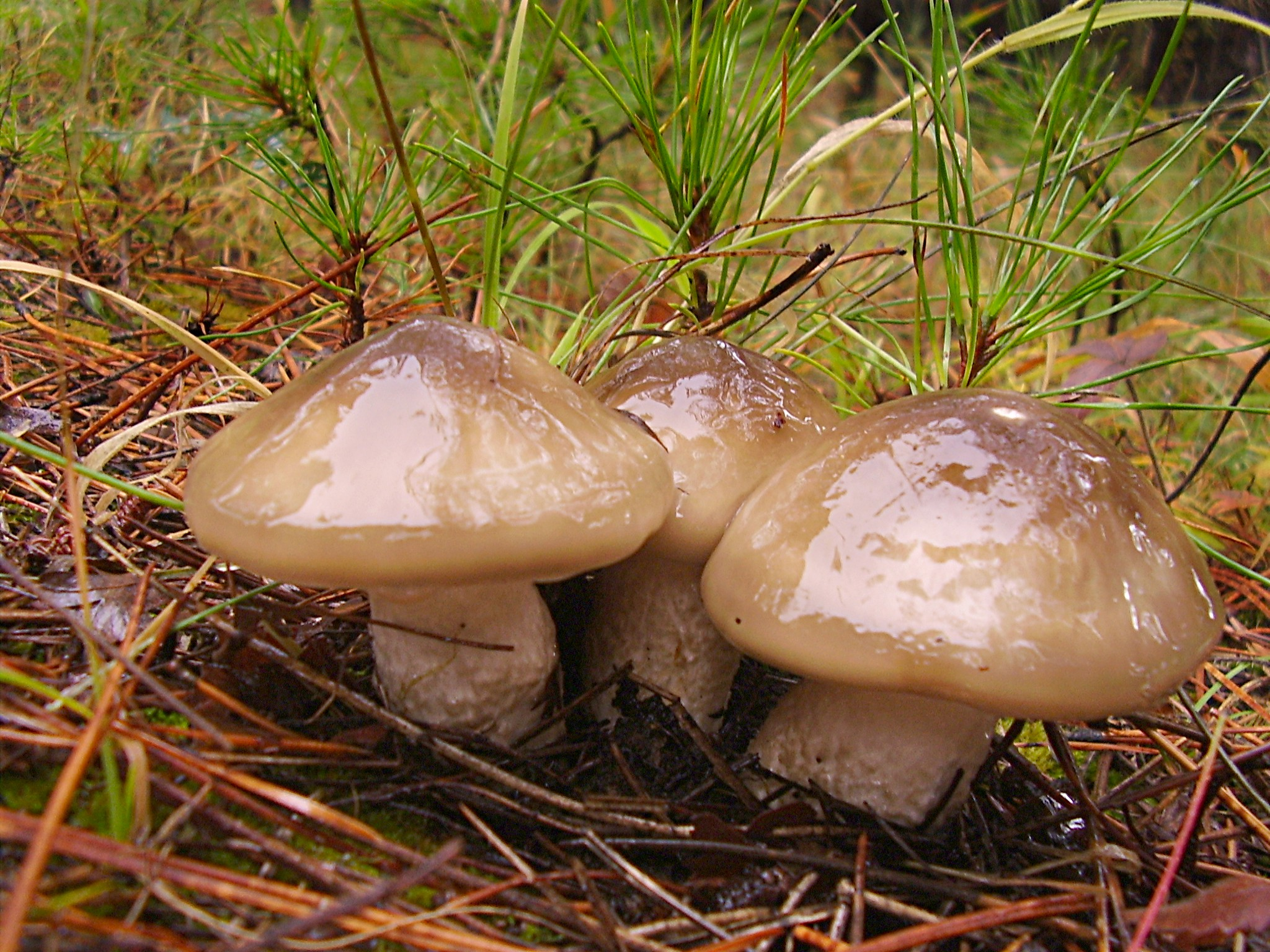
Llenega o llenega negra (Hygrophorus latitabundus).

- Hygrophorus persoonii, llenega d’alzinar
- Hygrophorus lindtneri, llenega d’avellaner
- Hygrophorus roseodiscoideus, llenega de gota de mel
- Hygrophorus lucorum, llenega de làrix
- Hygrophorus olivaceoalbus, llenega de muntanya
- Hygrophorus hypothejus, llenega ensofrada
- Hygrophorus mesotephrus, llenega grisa de fageda
- Hygrophorus tephroleucus, llenega grisa de pineda
- Hygrophorus latitabundus, llenega o llenega negra

Llenegues clares

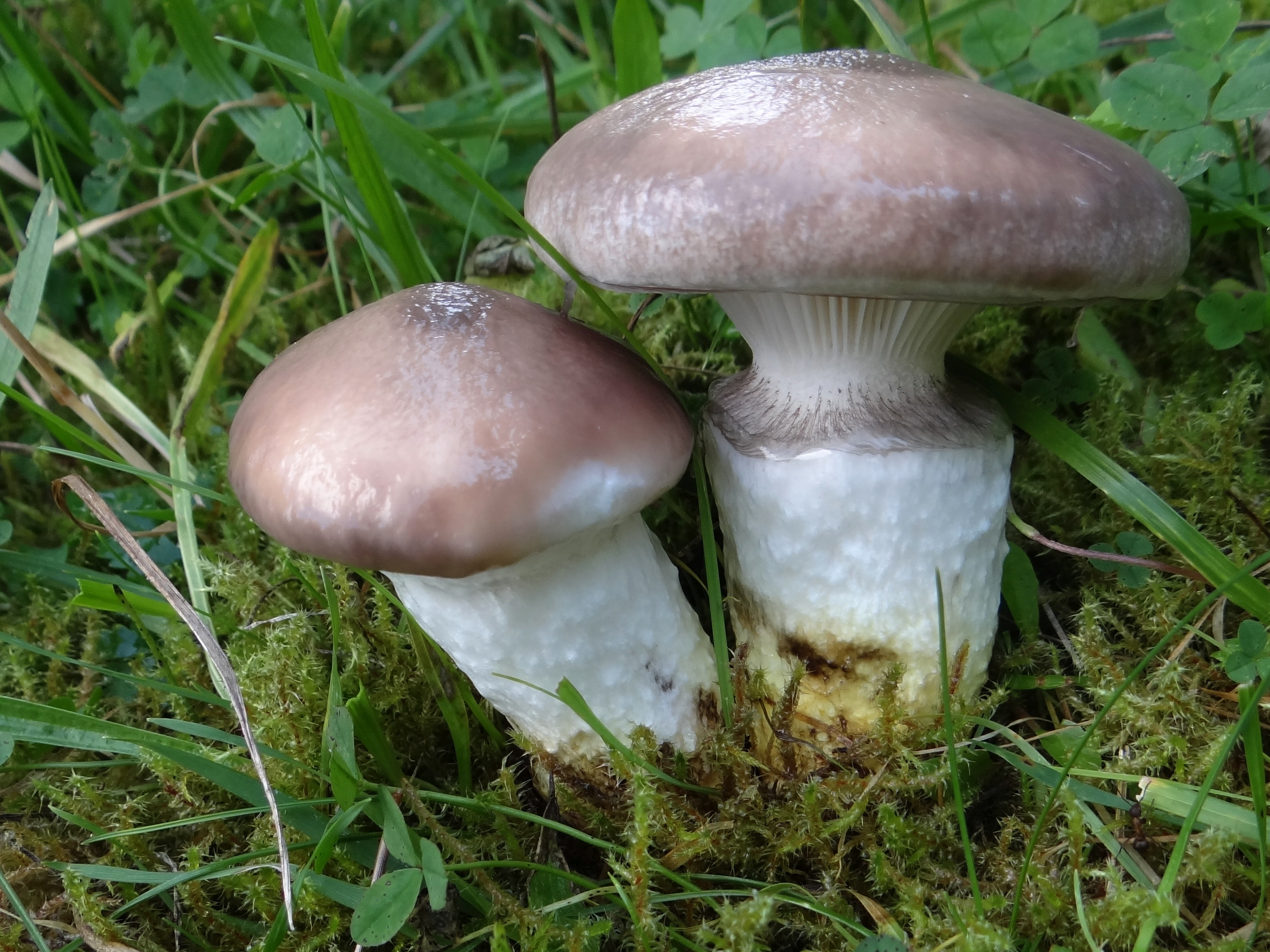
Llenegosa de perdiu (Gomphidius glutinosus)

- Hygrophorus eburneus, llenega blanca
- Hygrophorus chrysodon var. cistophilus, llenega blanca d’estepa
- Hygrophorus discoxanthus, llenega blanca de fageda
- Hygrophorus chrysodon, llenega blanca de vora groga
- Hygrophorus cossus, llenega blanca pudent
- Hygrophorus gliocyclus, llenega groga
- Hygrophorus hedrychii, llenega blanca de bedoll
- Hygrophorus melizeus, llenega blanca de pi

### Cames de perdiu llenegoses
Són llenegues de làmines decurrents i separades, blanques de joves però que en madurar esdevenen grises i finalment gairebé negres. La mucositat que recobreix barret i cama forma una mena d’anell mucós que es trenca en madurar i dilatar el barret. Així com les cames de perdiu pertanyen al gènere Chroogomphus, totes de cames de perdiu llenegoses són especies del gènere Gomphidius.
- Gomphidius glutinosus, llenegosa de perdiu
- Gomphidius maculatus, llenegosa de làrix
- Gomphidius roseus, llenegosa de perdiu rosa

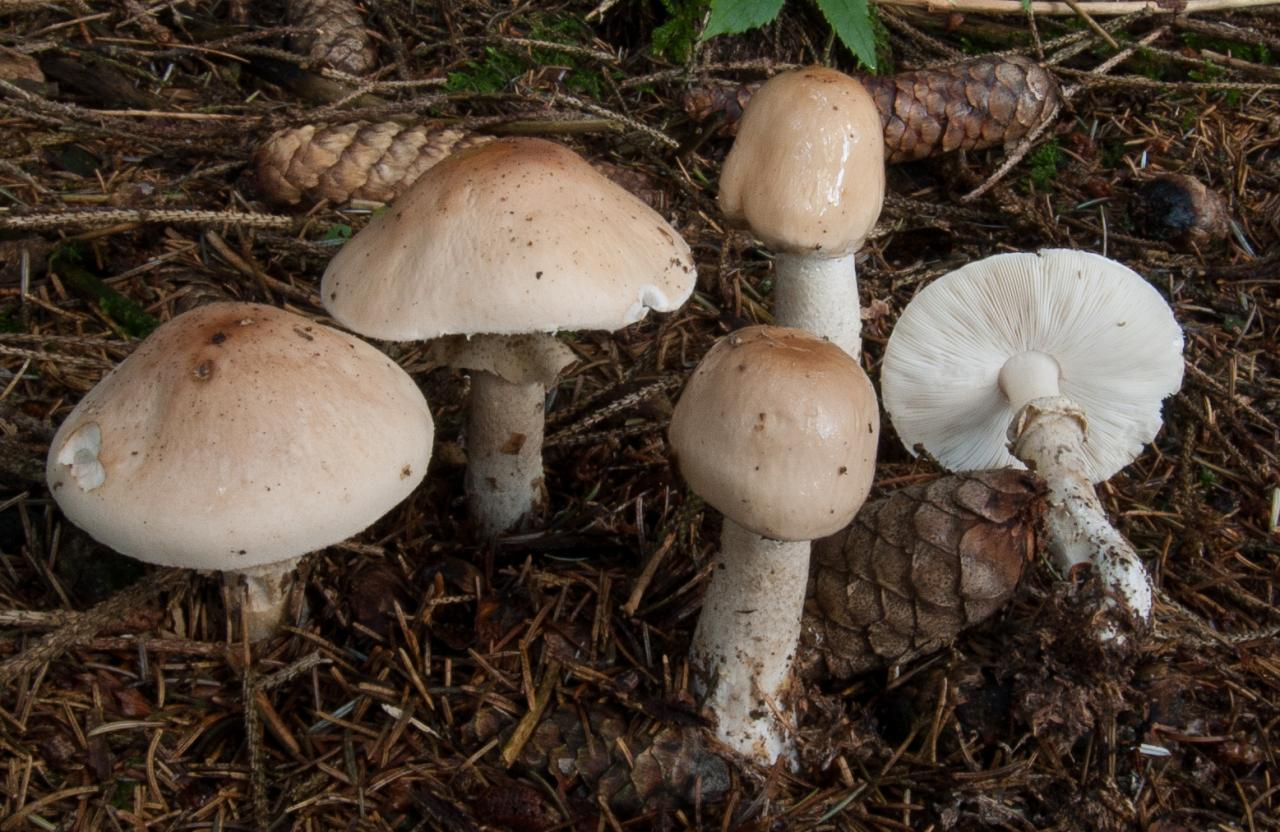
Llenegosa anellada (Limacellopsis guttata)

### Cogomelles llenegoses
Són cogomelles amb característiques de les llenegues. Tenen barret de mucós a greixós, làmines lliures de blanques a cremoses, anell membranós a viscós, carn que sol fer olor de farina i sempre sense volva. Són bolets exclusivament terrícoles i saprotròfics.
L’anell membranós pot ser molt evident (llenegosa anellada), menys evident però estriat (llenegosa bruna), no estriat (llenegosa grisenca) o bé reduït a una zona anular viscosa (llenegosa blanca o llenegosa torrada).
- Limacellopsis guttata, llenegosa anellada
- Zhuliangomyces illinitus, llenegosa blanca
- Limacella delicata, llenegosa torrada
- Limacella furnacea, llenegosa bruna
- Limacella subfurnacea, llenegosa grisenca